# Hideto Suzuki
Hideto Suzuki (japonsko 鈴木 秀人), japonski nogometaš, * 7. oktober 1974, Hamamacu, Šizuoka, Japonska.
Za japonsko reprezentanco je odigral eno uradno tekmo.